# Joachim Münch (Pädagoge)
Joachim Münch (* 20. September 1919 in Bennewitz bei Leipzig; † 19. Oktober 2019 in Kaiserslautern) war ein deutscher Berufspädagoge und Hochschullehrer.

## Leben
Joachim Münch machte parallel zu seiner Ausbildung als Konditor das Abitur an einem Abendgymnasium. Er studierte ab 1946 an der Berufspädagogischen Akademie in Hannover und legte dort 1948 die Staatliche Prüfung für das Gewerbelehramt ab. Von 1948 bis 1963 war Münch im Berufsschuldienst in Lübeck, Husum, Kiel und Kaiserslautern, ab 1959 als Schulleiter der Berufsbildenden Schulen in Kaiserslautern. Von 1952 studierte er Pädagogik, Psychologie, Volkswirtschaftslehre und Politikwissenschaft an der Universität Kiel und der Ohio State University in Columbus/Ohio (USA) und wurde 1957 bei Fritz Blättner zum  Dr. phil. promoviert. 1963 bis 1967 war Münch als Oberschulrat im Land Bremen und anschließend als Professor am Staatlichen Hochschulinstitut für Berufspädagogik in Mainz tätig.
Zum 1. Oktober 1970 wurde Münch auf eine H4-Professur für Berufs- und Arbeitspädagogik an der Universität Kaiserslautern-Trier, später Universität Kaiserslautern berufen. Darüber hinaus war er ab 1975 ständiger Gastdozent am Centre Universitaire de Luxembourg. 1987 wurde er an der Universität Kaiserslautern emeritiert, blieb aber noch bis ins hohe Alter wissenschaftlich aktiv.
Joachim Münch starb am 19. Oktober 2019 wenige Wochen nach Vollendung seines 100. Lebensjahres in Kaiserslautern.

## Veröffentlichungen (Auswahl)
- Die Berufserziehung in der modernen Arbeitswelt. Westermann Verlag, Braunschweig 1959.
- und M. Risler: Berufliche Bildung in der Volksrepublik China. Strukturen, Probleme u. Empfehlungen. Amt für Amtl. Veröff. d. Europ. Gemeinschaften, Luxemburg 1986
- Berufsbildung und Bildung in den USA. Bedingungen, Strukturen, Entwicklungen und Probleme. Erich Schmidt Verlag, Berlin 1989
- R. Husemann, J. Münch, C. Pütz: Mit Berufsausbildung zur Hochschule. Argumente zur Gleichwertigkeit allgemeiner und beruflicher Bildung. Gesellschaft zur Förderung Arbeitsorientierter Forschung und Bildung, Frankfurt am Main 1995.
- J. Brandsma, F. Kessler, J. Münch: Berufliche Weiterbildung in Europa. W. Bertelsmann Verlag, Bielefeld 1995.
- und M. Eswein: Bildung, Qualifikation und Arbeit in Japan. Mythos und Wirklichkeit. Erich Schmidt Verlag, Berlin 1992, ISBN 978-3-503-03331-7
- (Hrsg.): Qualitätspotentiale entdecken und fördern. Erich Schmidt Verlag, Berlin 1997, ISBN 978-3-503-04089-6
- Personalentwicklung als Mittel und Aufgabe moderner Unternehmensführung. Wbv Media Verlag, Bielefeld 1995, ISBN 978-3-7639-0043-5
- Bildungspolitik. Grundlagen – Entwicklungen. Schneider-Verlag, Baltmannsweiler 2002, ISBN 978-3-89676-581-9
- Berufsbildung und Personalentwicklung. Rückblicke, Einblicke, Ausblicke. Schneider-Verlag, Baltmannsweiler 2007, ISBN 978-3-8340-0166-5
- und I. Wyrobnik: Pädagogik des Glücks. wann, wo und wie wir das Glück lernen. Schneider-Verlag, Baltmannsweiler 2011, ISBN 978-3-8340-0840-4
- Glücksfälle eines langen und ganz normalen Lebens. Schneider-Verlag, Baltmannsweiler 2012, ISBN 978-3-8340-1142-8
- Jugend ohne Arbeit. Eine unendliche Geschichte. Schneider-Verlag, Baltmannsweiler 2014, ISBN 978-3-8340-1385-9

## Auszeichnungen
- Bundesverdienstkreuz 1. Klasse (1983)
- Verdienstorden des Großherzogtums Luxemburg, Offizier
- Europamedaille in Silber
- Mérite Européen in Gold (2009)